# 速水敏彦
速水 敏彦（はやみず としひこ、1947年4月10日 - ）は、日本の心理学者・教育学者。学位は、教育学博士（名古屋大学）。中部大学人文学部心理学科特任教授。名古屋大学名誉教授。専門は教育心理学。
愛知県出身。名古屋大学大学院教育発達科学研究科・心理発達科学専攻教授。名古屋大学大学院教育発達科学研究科長（兼教育学部長）を歴任。
現代の若者の感情や、やる気の変調の背景に「仮想的有能感」があると指摘し、2006年に発表した著書「他人を見下す若者たち」は、話題となった。

## 経歴
- 1970年 名古屋大学教育学部卒業
- 1975年 名古屋大学大学院教育学研究科博士課程修了
- 1975年 大阪教育大学助手
- 1977年 大阪教育大学講師
- 1979年 大阪教育大学助教授
- 1987年 名古屋大学教育学部助教授
- 1994年 名古屋大学教育学部教授
- 2000年 名古屋大学大学院教育発達科学研究科教授、名古屋大学教育学部附属中学校・高等学校長 (2000-2002)
- 2009年 名古屋大学大学院教育発達科学研究科研究科長・教育学部学部長
- 2012年 中部大学人文学部心理学科教授

## 受賞歴
- 1982年 城戸奨励賞（日本教育心理学会）
- 1998年 日本心理学会研究奨励賞

## 著書（共著等含む）
- 1986年	わかる授業の心理学（共著）(有斐閣)
- 1990年	教室場面における達成動機づけの原因帰属理論(風間書房)
- 1995年	動機づけの発達心理学（共著）(有斐閣)
- 1998年	自己形成の心理－自律的動機づけ(金子書房)
- 2000年	人間発達と心理学（共編著）(金子書房)
- 2001年	生きる力をつける教育心理学（共編著）(ナカニシヤ出版)
- 2004年	レジャーの社会心理学（監訳）(世界思想社)
- 2004年	授業の知ー学校と大学の教育革新（分担執筆）(有斐閣)
- 2005年	メンタルケア論2(慶應義塾出版会)
- 2005年	文化行動の社会心理学（分担執筆）(北大路書房)
- 2006年	他人を見下す若者たち(講談社)
- 2007年	学ぶ意欲を育てる人間関係づくり―動機づけの教育心理学―（分担執筆）(金子書房)
- 2007年	社会的動機づけの心理学ー他者を裁く心と道徳的感情ー(監訳）(北大路書房) [GeNii]
- 2008年	児童心理学の進歩 2008年版(金子書房)